# Flagge der Vereinigten Staaten
Die Flagge der Vereinigten Staaten von Amerika wird auch Sternenbanner (englisch Star-Spangled Banner) oder Stars and Stripes genannt. Sie besteht aus 7 roten und 6 weißen Streifen, die für die 13 Gründungsstaaten stehen, und aus einem blauen Flaggenfeld („Gösch“) im linken oberen Eck, dessen derzeit 50 weiße Sterne die 50 Bundesstaaten der USA symbolisieren. Nach § 2 des Flaggengesetzes der USA wird nach Aufnahme eines weiteren Staats mit Wirkung vom folgenden 4. Juli (Unabhängigkeitstag) ein weiterer Stern zugefügt.
Die Farben Rot, Weiß und Blau haben ihren Ursprung im Union Jack als Flagge der englischen Kolonien. Ihre Symbolik im Sternenbanner ist: Weiß für Reinheit und Unschuld (purity and innocence), Rot für Tapferkeit und Widerstandsfähigkeit (valor and hardiness) und Blau für Wachsamkeit, Beharrlichkeit und Gerechtigkeit (vigilance, perseverance, justice).
Die Flagge wird in der Nationalhymne der Vereinigten Staaten The Star-Spangled Banner besungen. Am 14. Juni begeht man dort den Flag Day („Flaggentag“), der aber nur in Pennsylvania und Amerikanisch-Samoa (am 17. Juni) ein staatlicher Feiertag ist. 

## Aufbau der Flagge
- Höhe der Flagge: A = 1
- Länge der Flagge: B = 1,9
- Höhe des Sternenfelds: C = 7/13 ≈ 0,538 (sieben Streifen)
- Länge des Sternenfelds: D = 0,76 (40 % der Länge der Flagge)
- E = F = C/10 ≈ 0,0538 (ein Zehntel der Höhe des Sternenfelds)
- G = H = D/12 ≈ 0,0633 (ein Zwölftel der Länge des Sternenfelds)
- Durchmesser des Umkreises eines Sterns: K ≈ 0,0616 (80 % der Höhe eines Streifens)
- Höhe eines Streifens: L = 1/13 ≈ 0,0769 (sieben rote und sechs weiße Streifen, 4 rote 3 weiße = Höhe des Sternenfelds / 3 weiße 3 rote = unterhalb des Sternenfelds)

## Entstehung und Geschichte
Zur Zeit der Unabhängigkeitsbewegungen und -unruhen im späten 18. Jahrhundert gab es in den 13 englischen Kolonien in Amerika verschiedene Revolutionsflaggen als Symbol der Zusammengehörigkeit. Eine der wichtigsten dieser Flaggen, die zugleich auch als Vorgänger der ersten Unionsflagge, der Old Glory angesehen werden kann, war die Sons of Liberty Flag von 1775. Sie wurde von den Sons-of-Liberty-Aktivisten genutzt, um die Einheit der Kolonien zu demonstrieren. Sie bestand anfangs aus neun vertikalen Streifen, die abwechselnd rot und weiß eingefärbt waren. Diese Streifen standen vermutlich für die neun Kolonien, die Vertreter zum Stamp Act Congress von 1765 entsandt hatten, auf dem öffentlich gegen den britischen Stamp Act demonstriert wurde. Später bestand die Flagge aus 13 nun horizontalen Streifen, die ebenfalls abwechselnd eingefärbt wurden.

Flagge der Britischen Ostindien-Kompanie von 1707
Die Anzahl der Streifen variiert in historischen Darstellungen, die Form mit 13 Streifen kam erst nach der Gründung der Provinz Georgia 1732 auf.

Während der ersten Jahre der Revolution setzte sich zunehmend die Continental Flag durch, die auch als Grand Union Flag bekannt ist. Sie basierte auf der Sons of Liberty Flag mit ihren 13 rot-weißen Streifen und enthielt zudem den britischen Union Jack im Gösch. Damit ließ sie sich durch Aufnähen von weißen Streifen relativ einfach aus dem Red Ensign der britischen Marine fertigen. Da die Flagge große Ähnlichkeit mit jener der Britischen Ostindien-Kompanie aufweist, wurde gelegentlich vermutet, dass sie beim Entwurf der Continental Flag Pate stand. Woher die Flagge tatsächlich ihr Aussehen erhielt, ist heute nicht mehr abschließend herauszufinden. Erst 1776 erhielten die USA eine offizielle Flagge im Rahmen der Unterzeichnung der Unabhängigkeitserklärung.
Den Flaggen der 13 Staaten, die im Revolutionskrieg gegen die Briten gekämpft hatten, kommt eine starke historische Bedeutung zu. Als britische Kolonien unterstanden diese Gebiete beim Ausbruch des Krieges offiziell den Weisungen des britischen Parlaments, was jedoch von vielen Kolonisten abgelehnt wurde. Sie waren der Ansicht, dass die fehlende Repräsentation der Kolonien eine Verletzung der Rechte britischer Bürger darstellte. Die zunehmende Unzufriedenheit mit der britischen Herrschaft führte dazu, dass die 13 Kolonien 1775 den zweiten Kontinentalkongress einberiefen und die Schaffung der Kontinentalarmee beschlossen. Als Reaktion darauf entsandte England Truppen an die amerikanische Ostküste und erklärte 1776 die amerikanischen Kongressdelegierten zu Rebellen und Verrätern an der Krone. Die Kolonien lösten sich daraufhin von der britischen Monarchie und gaben sich mit der Unabhängigkeitserklärung den Status eines selbstständigen und souveränen Staates. Die 13 Gründerstaaten der USA waren Virginia, New York, Massachusetts, New Hampshire, New Jersey, Maryland, Rhode Island, Connecticut, Delaware, North Carolina, South Carolina, Pennsylvania und Georgia.
Im Unabhängigkeitskrieg führten die verschiedenen Einheiten jeweils ihre eigenen Fahnen, die meist der britischen Flagge ähnelten. Eine in der Schlacht von Bunker Hill getragene Flagge beispielsweise beinhaltete wie die historische Flagge Neuenglands Georgskreuz und Kiefer im oberen rechten Viertel. Andere Revolutionsflaggen waren mit dem Spruch Don't tread on me (wörtlich: „Tritt nicht auf mich“, sinngemäß: „Leg dich nicht mit mir an“) versehen, Versionen davon zeigen die Gadsden flag, die Flagge der Culpeper Minutemen und der heute noch verwendete First Navy Jack. George Washingtons Grand Union gilt als die erste Flagge der Vereinigten Staaten, seltsamerweise lehnte sie sich stark an die britische Flagge an. Die Oberecke bildete ein Union Jack, insgesamt ähnelte sie der Flagge der britischen Ostindienkompanie.
Der zweite Kontinentalkongress verabschiedete am 14. Juni 1777, also ein knappes Jahr nach der Unabhängigkeitserklärung, in Philadelphia eine Resolution zum Aussehen der Flagge der Vereinigten Staaten. Sie besagte, dass die „Betsy-Ross“-Flagge 13 Streifen enthält, abwechselnd in roter und weißer Farbe. Die Einheit der Staaten wurde durch dreizehn Sterne in einem blauen Feld repräsentiert. Weder die Anordnung der Sterne noch die Anzahl ihrer Strahlen waren festgelegt, sodass es anfangs mehrere Interpretationen der Flagge gab. So wurden die Sterne beispielsweise in Reihen oder als Kreis angeordnet, wie auf dem Entwurf von Elizabeth (Betsy) Ross, einer Polsterin aus Philadelphia – heute wird dieser Francis Hopkinson zugeschrieben, dem Kongressangehörigen und Mitunterzeichner der Unabhängigkeitserklärung. Auch in dessen eigenem Vorschlag, der sogenannten Francis Hopkinson Flag, waren im Gösch die 13 weißen Sterne in versetzten Spalten auf blauem Hintergrund angeordnet. Die 13 Streifen waren auch hier Bestandteil.
Zwischen 1795 und 1814 traten Vermont und Kentucky der Union bei, sodass die Flagge nun 15 Sterne und 15 Streifen zeigte, die in Reihen angeordnet wurden. Sie wehte im Krieg von 1812 über Fort McHenry in Baltimore Harbor und inspirierte Francis Scott Key (1779–1843) in der Nacht des 13. September 1813 zu dem Lied The Star-Spangled Banner, das 1931 per Kongressgesetz zur Nationalhymne wurde.

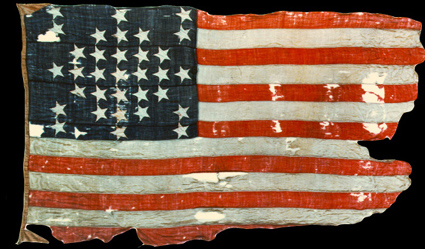
Fahne von Fort Sumter, 1861

Im Jahr 1818 beschloss der Kongress, die Zahl der Streifen auf 13 zu begrenzen, dagegen aber jeweils am 4. Juli, dem amerikanischen Unabhängigkeitstag, nach dem Beitritt eines neuen Bundesstaats einen weiteren Stern einzufügen. Zur Anordnung der Sterne und ihrer Farbe (Weiß oder wie besonders im Bürgerkrieg Gold) wurde keine Regelung getroffen. Deshalb tauchten im Verlauf des 19. Jahrhunderts verschiedene Versionen auf, wie z. B. die Great Star Flag von 1837, bei der die Sterne in Form eines großen Sternes angeordnet waren, oder die Fort Sumter Flag, die bei Beginn des Bürgerkrieges 1861 wehte und die Sterne als Raute zeigte. Das wohl auffälligste Muster enthielt der Entwurf der 38 Star Flag von 1877, bei dem ein zentraler Stern (für Colorado) von zwei Ringen aus Sternen umgeben war. Erst am 24. Juni 1912 wurden die Proportionen der Flagge und die genaue Anordnung der mittlerweile 48 Sterne in Reihenform offiziell festgelegt.
Der Kongress verabschiedete 1942 ein Gesetz (United States Flag Code, Public Law 77–826), das einen festen Verhaltenskodex für den Umgang mit der Flagge vorschreibt – unter anderem die Geschwindigkeit, mit der sie gehisst und wieder eingeholt wird und wann sie während der Schulzeit an Schulen zu hissen ist.
Im Jahr 1953 erlaubte eine Änderung dieses Kodexes, die Flagge der Vereinten Nationen über dem Sternenbanner zu hissen.
Am 4. Juli 1960 wurde die Flagge letztmals geändert, nachdem am 3. Januar 1959 Alaska und am 21. August 1959 Hawaii zum 49. bzw. 50. Bundesstaat der Vereinigten Staaten erklärt worden waren und der US-Flagge damit zu ihrer bisher dauerhaftesten Version verhalf.
Am 31. Mai 2002 erklärte der Marinestaatssekretär Gordon R. England den First Navy Jack zur offiziellen Gösch der United States Navy im Krieg gegen den Terror. Seit dem 4. Juni 2019 wird mit Ausnahme des ältesten aktiven Schiffes der Navy erneut der Jack of the United States als Gösch eingesetzt.

### Historische Flaggen
Mehr historische Flaggen unter: Historische US-Flaggen, Kriegsflaggen der Konföderierten Staaten von Amerika, Flaggen der Sezessionsstaaten
| Flagge | Datum     | Beschreibung |
| ------ | --------- | --- |
|        | um 1765   | ursprüngliche Sons of Liberty Flag |
|        | um 1765   | spätere Sons of Liberty Flag |
|        | 1775–1777 | Grand Union Flag (auch Continental Flag), ursprünglicher Union Jack im Obereck, eine der Flaggen der Unabhängigkeitsbewegung |
|        | um 1775   | Gadsden Flag, gelbe Flagge mit einer Klapperschlange und dem Text, der wohl als Warnung gemeint war Don’t Tread On Me (Tritt nicht auf mich!). Das Klapperschlangensymbol wurde von Benjamin Franklin unterstützt und tauchte in vielen weiteren Flaggen auf, so auch im First Navy Jack, der von 1975 bis 1976 sowie von 2002 bis 2019 verwendeten Gösch der United States Navy |
|        | 1777–1795 | Betsy Ross Flag (auch Francis Hopkinson Flag), Flagge der Union mit 13 Streifen und 13 im Kreis angeordneten Sternen für die Dreizehn Kolonien, Nationalflagge nach der Unabhängigkeitserklärung |
|        | 1795–1818 | Star Spangled Banner 8 rote und 7 weiße Streifen (15 Streifen), in der blauen Gösch 15 weiße Sterne. Diese Flagge war die in der US-Nationalhymne geehrte Fahne und wurde infolge der Beitritte von Vermont (1791) und Kentucky (1792) gewählt. |
|        | 1818–1819 | Nach den Beitritten von Tennessee (1796), Ohio (1803), Louisiana (1812), Indiana (1816), Mississippi (1817) und einem neuen Flaggengesetz, das die Streifen auf 13 begrenzte und die Einführung neuer Sterne für neue Bundesstaaten in der Gösch auf den dem Beitritt folgenden 4. Juli festlegte, allerdings die Anordnung und Farbe der Sterne nicht definierte, wurden auch sogenannte Great Star Flags, deren kleinere Sterne einen Großen bildeten, geführt. |
|        | 1861      | Fort Sumter Flag: Nach dem Beitritt Oregons hatte die Union 33 Mitglieder. Da die Anordnung der Sterne erst 1912 definiert wurde, gab es weiterhin verschiedene Versionen der Flagge. Diese Version mit einer Raute aus Sternen wehte über Fort Sumter zu Beginn des Sezessionskrieges. |
|        | 1863–1865 | Kriegsmarineflagge der Konföderierten Staaten von Amerika. Ursprünglich war eine ähnliche Version dieser Flagge als erste Nationalflagge der Konföderation geplant. Da jedoch das Kreuz nach Meinung der Regierungskommission zu stark an „Hosenträger“ erinnerte, wurde der Vorschlag abgelehnt. Die Flagge wurde erst am 26. Mai 1863 eingeführt und bis zum Ende des Krieges benutzt. Heutzutage ist das Modell das allgemein anerkannte Symbol des „Südens“, wo es den Namen „Rebellen“- bzw. „Dixie“-Flagge trägt. Fälschlicherweise wird sie auch als Konföderierten-Flagge bezeichnet. |
|        | 1865      | Letzte Nationalflagge der Konföderierten Staaten von Amerika. Zuvor wurde eine Flagge ohne den roten Streifen am rechten Rand verwendet, um jedoch eine Verwechslung mit der weißen Kapitulationsfahne zu verhindern, führte man diese Variante am 4. März 1865 ein. |
|        | 1867–1877 | Anlässlich der Hundertjahr-Feiern der USA wurden viele Varianten der Flagge entworfen, unter anderem auch dieser Verweis auf die Betsy Ross Flag |
|        | 1912–1959 | Mit den Beitritten New Mexicos am 6. Januar 1912 und Arizonas am 12. Februar 1912 hatten die USA 48 Bundesstaaten. Die 48-Sterne-Flagge war die Siegesflagge der US-Armee im Ersten und Zweiten Weltkrieg. Mit dieser Flagge wurde auch erstmals die Anordnung der Sterne eindeutig definiert. |

## Umgang

Falten der Nationalflagge

Das Flaggengesetz der Vereinigten Staaten (4. Titel des USC) enthält sehr detaillierte Regelungen zum Umgang mit der Flagge. So werden etwa Zeiten und Anlässe für das Hissen der Flagge festgelegt (§ 6), und es wird das Verhalten während des Hissens und des Einholens vorgeschrieben (§ 9). Zum „Respekt vor der Flagge“ finden sich in § 8 unter anderem folgende Vorschriften:
- Nur Uniformträgern ist das Führen von aufgenähten Flaggen erlaubt, eine Besonderheit ist hierbei die Trageweise der Flagge bei Soldaten: Die Flagge wird mit den Sternen zur Körperfront, also in Stoßrichtung getragen (sogenannte Reverse Field Flag). So wird illustriert, dass die Soldaten mit der gedachten wehenden Fahne in Richtung des Feindes vorrücken. Wird ein Flaggen-Anstecker verwendet, so ist er auf Höhe des Herzens zu tragen, jeweils 4USC8 (j).
- Die Flagge darf offiziell nur dann verkehrt herum gehisst werden, wenn eine ernste Notlage einer Gruppe besteht (4USC8 (a)), in anderen Fällen stellt dies eine Verunglimpfung dar.
- Die Flagge darf in ihrem Erscheinungsbild nicht verändert werden, 4USC8 (g).
- Ausgefranste Flaggen sind auf eine ehrenvolle Weise zu verbrennen, 4USC8 (k).[8]

§ 4 des Flaggengesetzes enthält den Pledge of Allegiance, das Treuegelöbnis gegenüber der Fahne und dem Staat, für den sie steht.
Die Strafverfolgung aufgrund dieses Gesetzes wurde aber vom Supreme Court als Verstoß gegen die Meinungsfreiheit verboten.

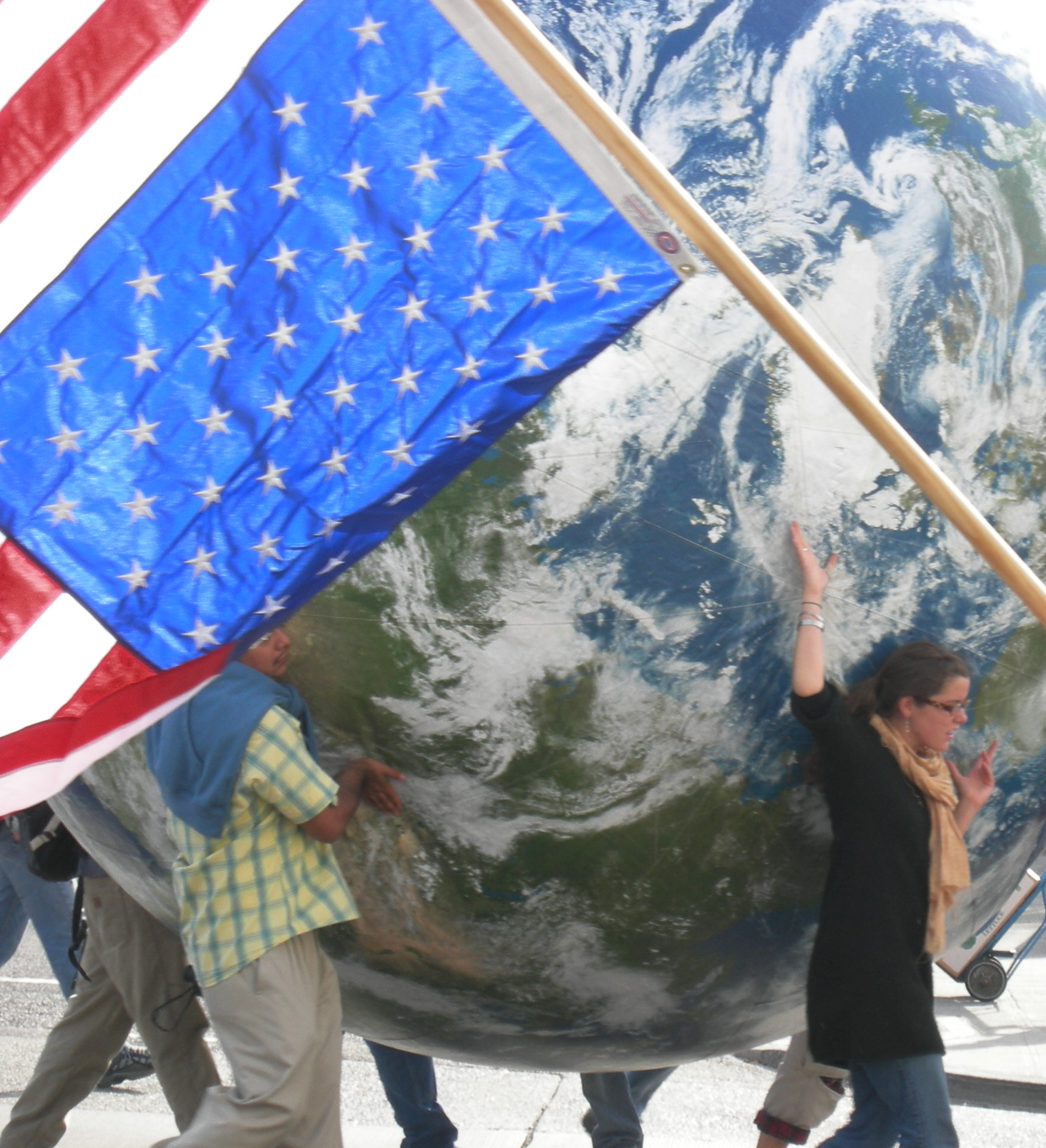
Aus Protest auf dem Kopf hängende Nationalflagge
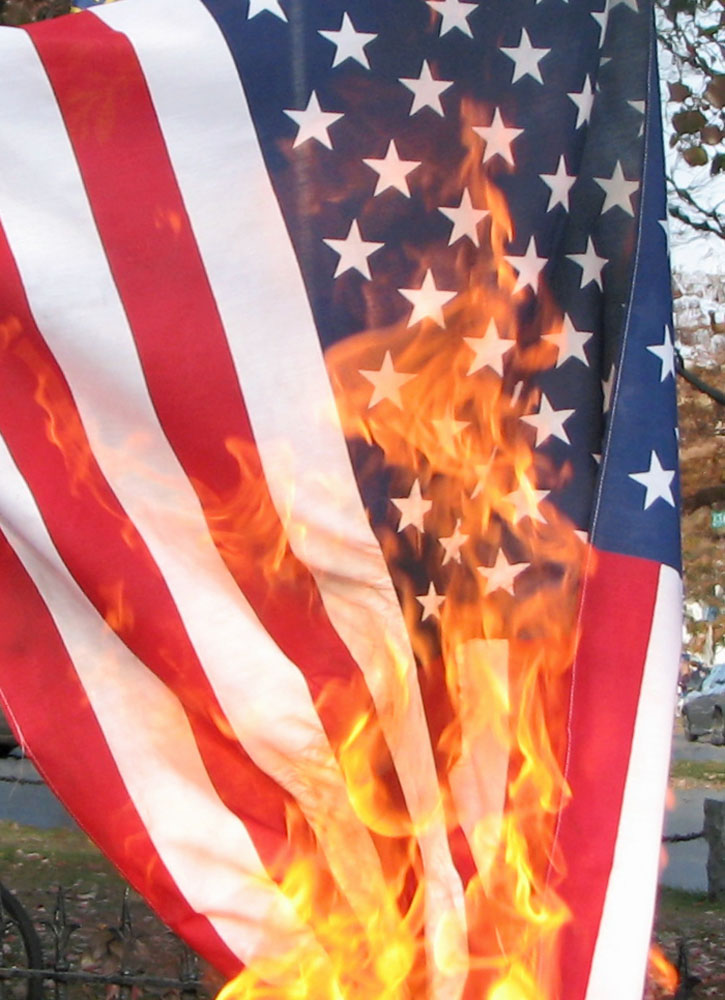
Protest durch Flaggenverbrennung
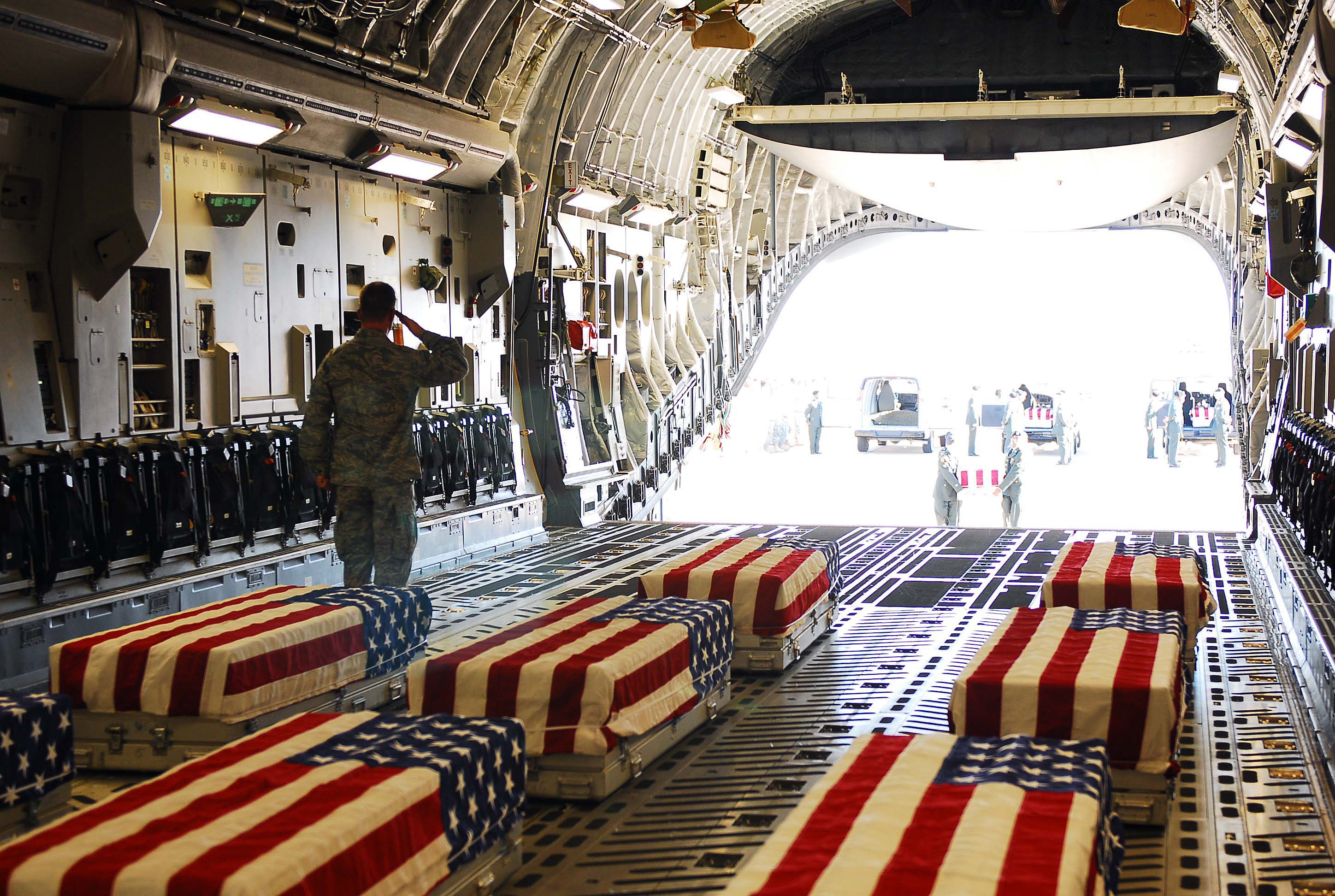
Nationalflaggen auf den Särgen gefallener Soldaten
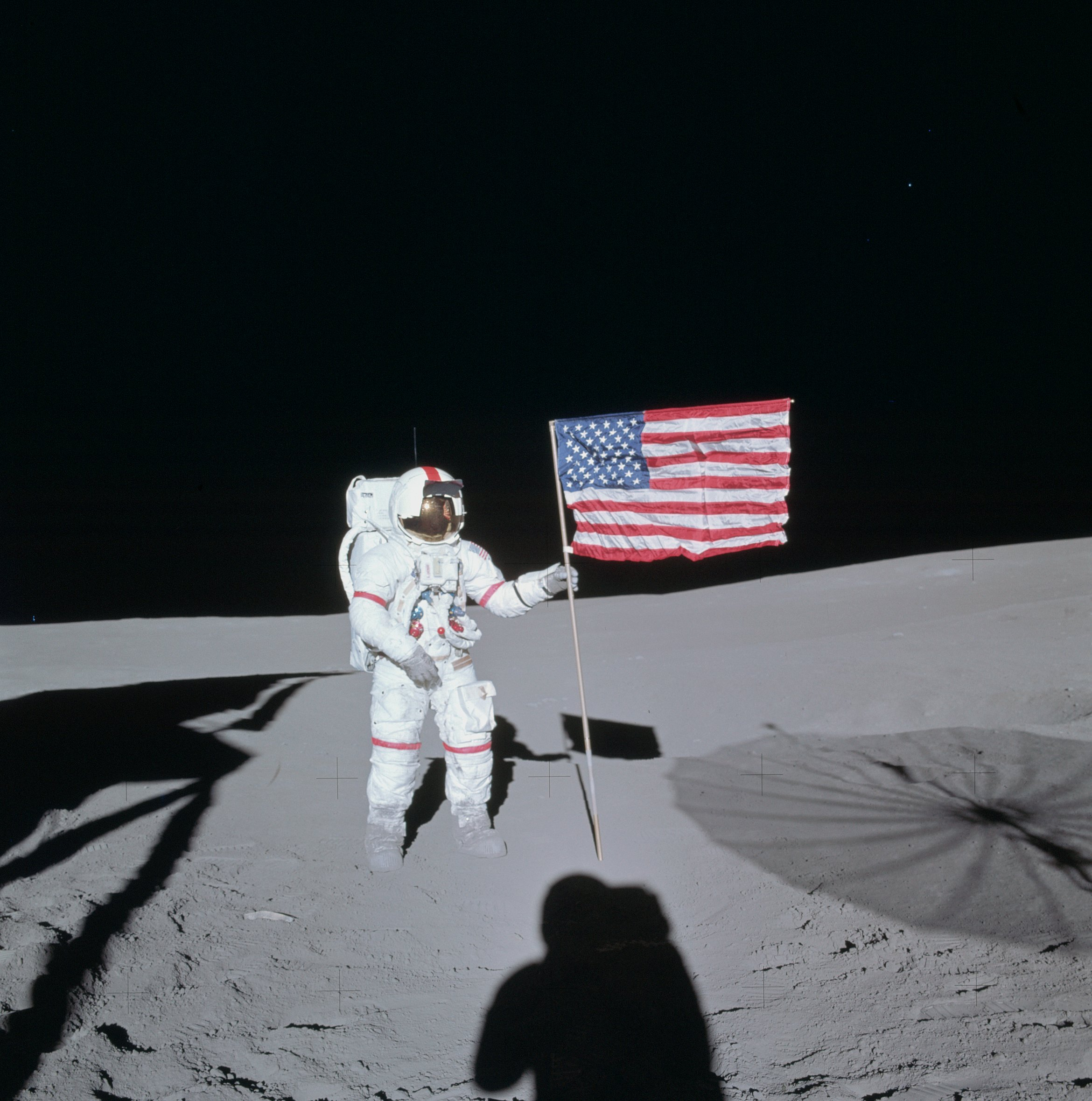
Die Nationalflagge auf dem Mond
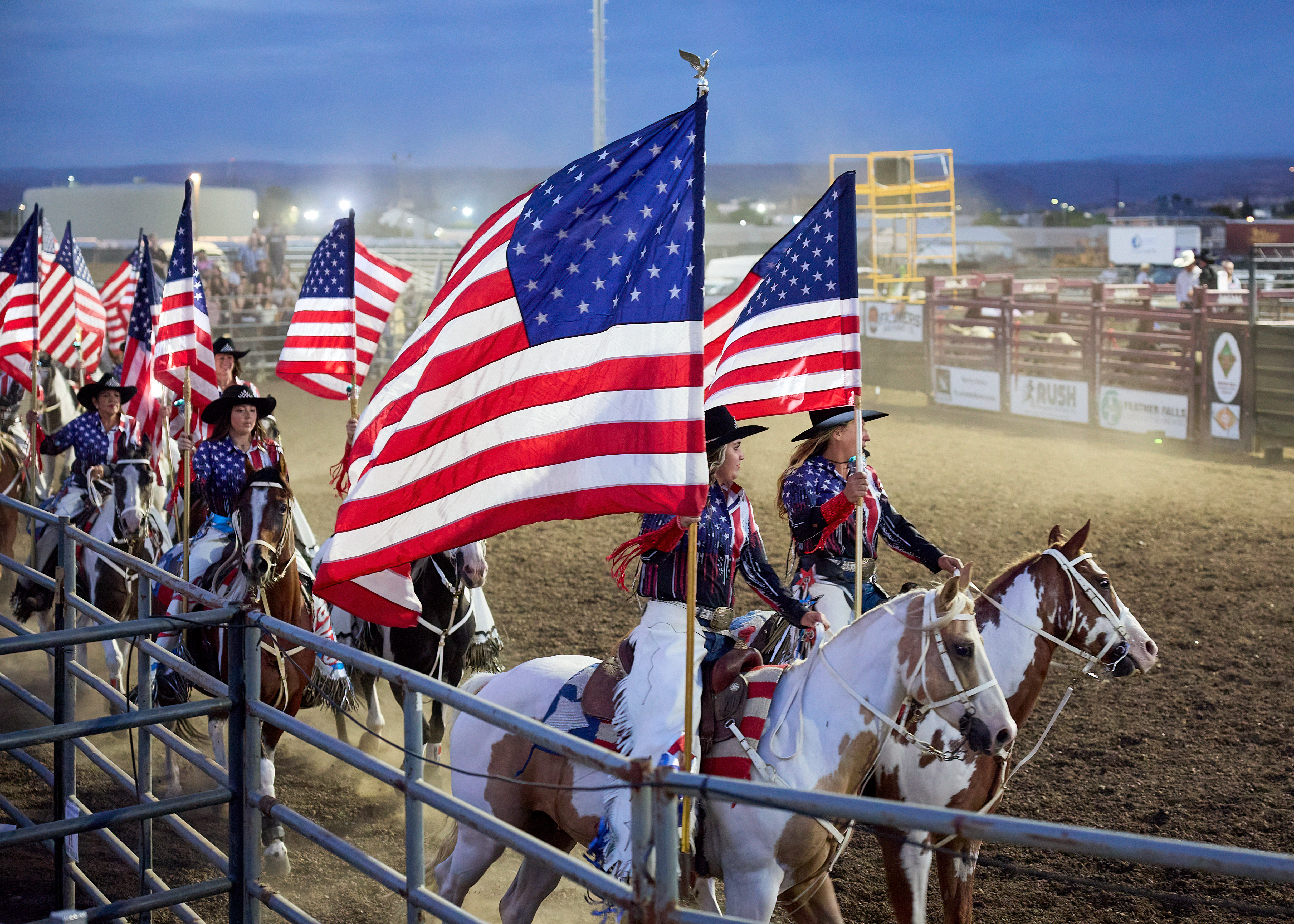
Flagge bei einem Rodeo
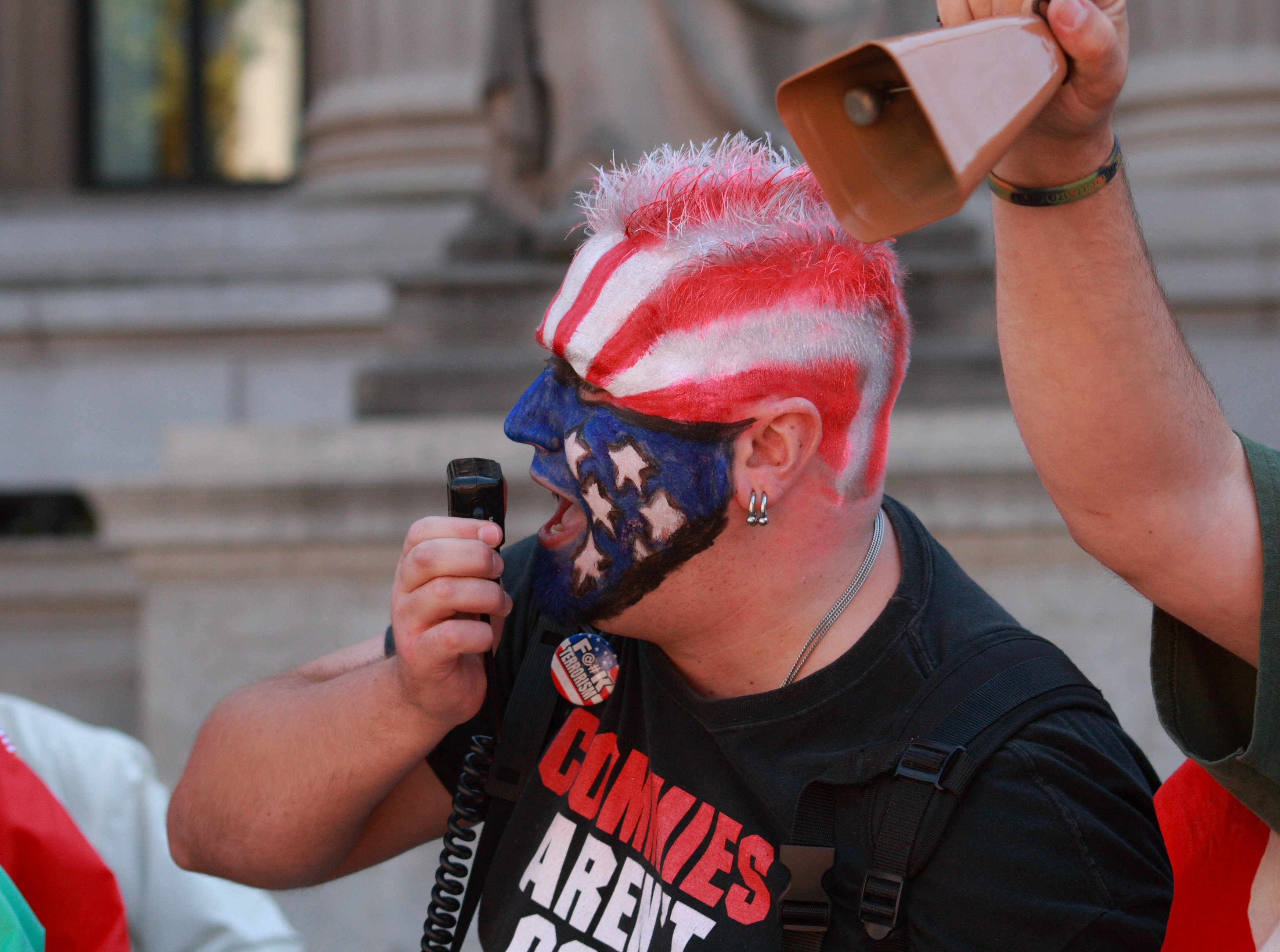
Flagge als Gesichtsbemalung

## Zukunft der Flagge

Alternativer Flaggenentwurf mit 51 Sternen

Flaggenentwurf mit 51 Sternen

Auch in Zukunft ist es möglich, dass sich die Anzahl der US-Bundesstaaten verändert. Für diesen Fall ist es geplant, die Anzahl der Sterne in der Flagge entsprechend anzupassen.
Es gibt Bestrebungen, den District of Columbia in einen Bundesstaat umzuwandeln und New York City vom Staat New York abzuspalten und zu einem eigenständigen Stadtstaat zu machen. Auch die US-Außengebiete Amerikanische Jungferninseln, Amerikanisch-Samoa, Guam, Nördliche Marianen und Puerto Rico könnten eines Tages Bundesstaaten werden. Das United States Army Institute of Heraldry hat Flaggen mit bis zu 57 Sternen in Planung.

## Das Sternenbanner als Vorbild
Die Nationalflagge der USA ist Vorbild für eine Vielzahl von Flaggen anderer Länder und Institutionen, so für die Nationalflagge des durch freigelassene amerikanische Sklaven gegründeten Liberias, und für die Nationalflaggen von Kuba, Chile, Malaysia und Uruguay. Auch das assoziierte Puerto Rico und die US-Bundesstaaten Texas und Ohio ließen sich durch das Sternenbanner inspirieren. Nicht alle Flaggen mit mehreren Streifen und einer Gösch orientieren sich jedoch an der der USA. Unabhängig davon entstanden die Flaggen Griechenlands und die der Bretagne, während man bei der Flagge Togos einen US-amerikanischen Einfluss nur vermuten kann. Gleiches gilt für viele Flaggen von Rudervereinen, deren Ursprung im 19. Jahrhundert liegt.

Flaggen, deren Gestaltung auf das Sternenbanner zurückgeht
Flagge Chiles
Flagge Kubas
Flagge Liberias
Flagge Malaysias
Flagge Uruguays
Flagge Puerto Ricos
Flagge Ohios
Flagge von Texas
Flagge des Bikini-Atolls
Flagge Georgias
Flagge Tennessees
Flagge North Carolinas

Historische Flaggen, deren Gestaltung auf das Sternenbanner zurückgeht
Flagge Brasiliens (1889)

(Nicht umgesetzte) Flaggenentwürfe, deren Gestaltung auf das Sternenbanner zurückgeht
Flagge des Kosovo (Entwurf von Joseph J. DioGuardi)
Flagge Deutschlands (Entwurf von Robert Lehr, 1948)

Ähnliche Flaggen ohne Bezug aufs Sternenbanner
Flagge Griechenlands
Flagge der Bretagne
Flagge der Balearischen Inseln
Flagge Togos
Flagge von Bahia
Flagge von Goiás
Flagge Abchasiens

Ähnliche Flaggen von Rudervereinen
Flagge der Kölner Rudergesellschaft 1891
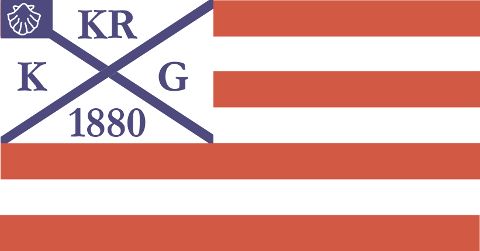
Flagge der Kasteler Ruder- und Kanu-Gesellschaft